# Den stora olympiaden
Den stora olympiaden (tysk originaltitel: Olympia 1. Teil – Fest der Völker och Olympia 2. Teil – Fest der Schönheit), är en tysk dokumentärfilm i två delar av Leni Riefenstahl från 1938 om de Olympiska sommarspelen 1936 i Berlin, producerad för Riksministeriet för folkupplysning och propaganda och Internationella olympiska kommittén. Filmen hade premiär den 20 april 1938, på Adolf Hitlers 49-årsdag.
I Sverige hade del 1, Nationernas fest (Fest der Völker), premiär 5 juli 1938. Del 2, Olympisk ungdom (Fest der Schönheit), hade svensk premiär 28 november 1938.

## Filmteknik

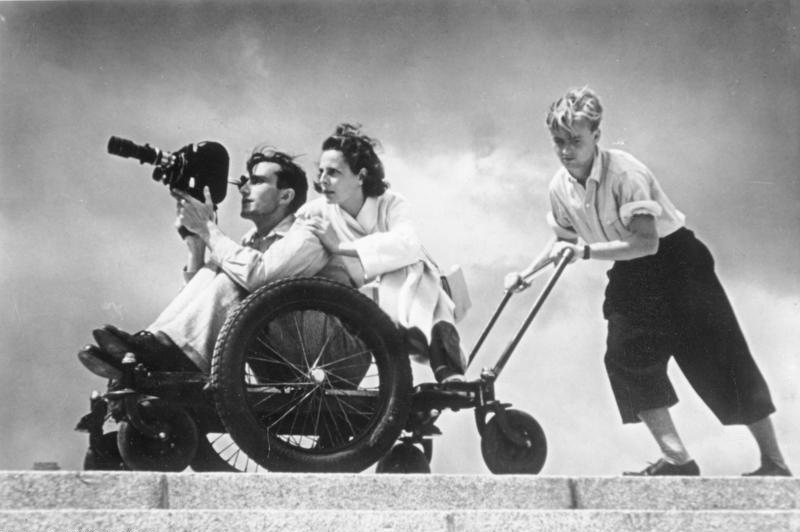
Leni Riefenstahl, i mitten, under filmandet av Den stora olympiaden.

Under skapandet av Den stora olympiaden använde sig filmmakarna av flera tekniker som var banbrytande för sin tid och som sederma kom att bli standard inom filmindustrin, bland annat ovanliga kameravinklar, abrupt klippning, extrema närbilder och kameraåkning på vagn.